# 3e étape du Tour d'Italie 2017
Pour un article plus général, voir Tour d'Italie 2017.
La 3e étape du Tour d'Italie 2017 se déroule le dimanche 7 mai 2017, entre Tortolì et Cagliari sur une distance de 148 km.

## Résultats

### Classement de l'étape
| \| Classement de l'étape \| Classement de l'étape \| Classement de l'étape \| Classement de l'étape \| Classement de l'étape \| \| Coureur \| Coureur \| Pays \| Équipe \| Temps \| \| --------------------- \| --------------------- \| --------------------- \| --------------------- \| --------------------- \| \| 1er \| Fernando Gaviria \| Colombie \| Quick-Step Floors \| 3 h 26 min 33 s \| \| 2e \| Rüdiger Selig \| Allemagne \| Bora-Hansgrohe \| + 0 s \| \| 3e \| Giacomo Nizzolo \| Italie \| Trek-Segafredo \| + 0 s \| \| 4e \| Nathan Haas \| Australie \| Dimension Data \| + 0 s \| \| 5e \| Maximiliano Richeze \| Argentine \| Quick-Step Floors \| + 0 s \| \| 6e \| Kanstantsin Siutsou \| Biélorussie \| Bahrain-Merida \| + 3 s \| \| 7e \| Bob Jungels \| Luxembourg \| Quick-Step Floors \| + 3 s \| \| 8e \| Caleb Ewan \| Australie \| Orica-Scott \| + 13 s \| \| 9e \| Sacha Modolo \| Italie \| UAE Team Emirates \| + 13 s \| \| 10e \| André Greipel \| Allemagne \| Lotto-Soudal \| + 13 s \| |                     |             |                   |                 |
| |                     |             |                   |                 |
| Source : ProCyclingStats |                     |             |                   |                 |
| Classement de l'étape |                     |             |                   |                 |
| Coureur | Coureur             | Pays        | Équipe            | Temps           |
| 1er | Fernando Gaviria    | Colombie    | Quick-Step Floors | 3 h 26 min 33 s |
| 2e | Rüdiger Selig       | Allemagne   | Bora-Hansgrohe    | + 0 s           |
| 3e | Giacomo Nizzolo     | Italie      | Trek-Segafredo    | + 0 s           |
| 4e | Nathan Haas         | Australie   | Dimension Data    | + 0 s           |
| 5e | Maximiliano Richeze | Argentine   | Quick-Step Floors | + 0 s           |
| 6e | Kanstantsin Siutsou | Biélorussie | Bahrain-Merida    | + 3 s           |
| 7e | Bob Jungels         | Luxembourg  | Quick-Step Floors | + 3 s           |
| 8e | Caleb Ewan          | Australie   | Orica-Scott       | + 13 s          |
| 9e | Sacha Modolo        | Italie      | UAE Team Emirates | + 13 s          |
| 10e | André Greipel       | Allemagne   | Lotto-Soudal      | + 13 s          |

### Points attribués
|   | Cycliste             | Nat            | Équipe                | Pts | Bonif |
| - | -------------------- | -------------- | --------------------- | --- | ----- |
| 1 | Kristian Sbaragli    | Italie         | Dimension Data        | 20  | 3 s   |
| 2 | Eugert Zhupa         | Albanie        | Wilier T-Selle Italia | 12  | 2 s   |
| 3 | Ivan Rovny           | Russie         | Gazprom-RusVelo       | 8   | 1 s   |
| 4 | Jan Tratnik          | Slovénie       | CCC Sprandi Polk.     | 6   |       |
| 5 | Jasper Stuyven       | Belgique       | Trek-Segafredo        | 4   |       |
| 6 | Johann van Zyl       | Afrique du Sud | Dimension Data        | 3   |       |
| 7 | Daniel Teklehaimanot | Érythrée       | Dimension Data        | 2   |       |
| 8 | Nathan Haas          | Australie      | Dimension Data        | 1   |       |

|   | Cycliste          | Nat            | Équipe                | Pts | Bonif |
| - | ----------------- | -------------- | --------------------- | --- | ----- |
| 1 | Eugert Zhupa      | Albanie        | Wilier T-Selle Italia | 20  | 3 s   |
| 2 | Ivan Rovny        | Russie         | Gazprom-RusVelo       | 12  | 2 s   |
| 3 | Jan Tratnik       | Slovénie       | CCC Sprandi Polk.     | 8   | 1 s   |
| 4 | Kristian Sbaragli | Italie         | Dimension Data        | 6   |       |
| 5 | Jasper Stuyven    | Belgique       | Trek-Segafredo        | 4   |       |
| 6 | Nathan Haas       | Australie      | Dimension Data        | 3   |       |
| 7 | Simone Ponzi      | Italie         | CCC Sprandi Polk.     | 2   |       |
| 8 | Johann van Zyl    | Afrique du Sud | Dimension Data        | 1   |       |

| - Sprint final de Cagliari (km 148) \| \| Cycliste \| Nat \| Équipe \| Points \| Bonif \| \| -- \| ---------------------- \| -------------- \| ----------------- \| ------ \| ----- \| \| 1 \| Fernando Gaviria \| Colombie \| Quick-Step Floors \| 50 \| 10 s \| \| 2 \| Rüdiger Selig \| Allemagne \| Bora-Hansgrohe \| 35 \| 6 s \| \| 3 \| Giacomo Nizzolo \| Italie \| Trek-Segafredo \| 25 \| 4 s \| \| 4 \| Nathan Haas \| Australie \| Dimension Data \| 18 \| \| \| 5 \| Maximiliano Richeze \| Argentine \| Quick-Step Floors \| 14 \| \| \| 6 \| Kanstantsin Siutsou \| Biélorussie \| Bahrain-Merida \| 12 \| \| \| 7 \| Bob Jungels \| Luxembourg \| Quick-Step Floors \| 10 \| \| \| 8 \| Caleb Ewan \| Australie \| Orica-Scott \| 8 \| \| \| 9 \| Sacha Modolo \| Italie \| UAE Emirates \| 7 \| \| \| 10 \| André Greipel \| Allemagne \| Lotto-Soudal \| 6 \| \| \| 11 \| Phil Bauhaus \| Allemagne \| Sunweb \| 5 \| \| \| 12 \| Viatcheslav Kouznetsov \| Russie \| Katusha-Alpecin \| 4 \| \| \| 13 \| Roberto Ferrari \| Italie \| UAE Emirates \| 3 \| \| \| 14 \| Ryan Gibbons \| Afrique du Sud \| Dimension Data \| 2 \| \| \| 15 \| Patrick Konrad \| Autriche \| Bora-Hansgrohe \| 1 \| \| |                        |                |                   |        |       |
| | Cycliste               | Nat            | Équipe            | Points | Bonif |
| 1 | Fernando Gaviria       | Colombie       | Quick-Step Floors | 50     | 10 s  |
| 2 | Rüdiger Selig          | Allemagne      | Bora-Hansgrohe    | 35     | 6 s   |
| 3 | Giacomo Nizzolo        | Italie         | Trek-Segafredo    | 25     | 4 s   |
| 4 | Nathan Haas            | Australie      | Dimension Data    | 18     |       |
| 5 | Maximiliano Richeze    | Argentine      | Quick-Step Floors | 14     |       |
| 6 | Kanstantsin Siutsou    | Biélorussie    | Bahrain-Merida    | 12     |       |
| 7 | Bob Jungels            | Luxembourg     | Quick-Step Floors | 10     |       |
| 8 | Caleb Ewan             | Australie      | Orica-Scott       | 8      |       |
| 9 | Sacha Modolo           | Italie         | UAE Emirates      | 7      |       |
| 10 | André Greipel          | Allemagne      | Lotto-Soudal      | 6      |       |
| 11 | Phil Bauhaus           | Allemagne      | Sunweb            | 5      |       |
| 12 | Viatcheslav Kouznetsov | Russie         | Katusha-Alpecin   | 4      |       |
| 13 | Roberto Ferrari        | Italie         | UAE Emirates      | 3      |       |
| 14 | Ryan Gibbons           | Afrique du Sud | Dimension Data    | 2      |       |
| 15 | Patrick Konrad         | Autriche       | Bora-Hansgrohe    | 1      |       |

### Cols et côtes
| - Côte de Capo Boi, 4e catégorie (km 107) \| \| Cycliste \| Pays \| Équipe \| Points \| \| - \| ------------ \| -------- \| ----------------------------- \| ------ \| \| 1 \| Jan Tratnik \| Slovénie \| CCC Sprandi Polkowice \| 3 \| \| 2 \| Eugert Zhupa \| Albanie \| Wilier Triestina-Selle Italia \| 2 \| \| 3 \| Ivan Rovny \| Russie \| Gazprom-RusVelo \| 1 \| |              |          |                               |        |
| | Cycliste     | Pays     | Équipe                        | Points |
| 1 | Jan Tratnik  | Slovénie | CCC Sprandi Polkowice         | 3      |
| 2 | Eugert Zhupa | Albanie  | Wilier Triestina-Selle Italia | 2      |
| 3 | Ivan Rovny   | Russie   | Gazprom-RusVelo               | 1      |

## Classements à l'issue de l'étape

### Classement général
| \| Classement général \| Classement général \| Classement général \| Classement général \| Classement général \| \| Coureur \| Coureur \| Pays \| Équipe \| Temps \| \| ------------------ \| ------------------- \| ------------------ \| ------------------ \| ------------------ \| \| 1er \| Fernando Gaviria \| Colombie \| Quick-Step Floors \| 14 h 45 min 16 s \| \| 2e \| André Greipel \| Allemagne \| Lotto-Soudal \| + 9 s \| \| 3e \| Lukas Pöstlberger \| Autriche \| Bora-Hansgrohe \| + 13 s \| \| 4e \| Bob Jungels \| Luxembourg \| Quick-Step Floors \| + 13 s \| \| 5e \| Kanstantsin Siutsou \| Biélorussie \| Bahrain-Merida \| + 13 s \| \| 6e \| Caleb Ewan \| Australie \| Orica-Scott \| + 17 s \| \| 7e \| Roberto Ferrari \| Italie \| UAE Team Emirates \| + 17 s \| \| 8e \| Ryan Gibbons \| Afrique du Sud \| Dimension Data \| + 23 s \| \| 9e \| Enrico Battaglin \| Italie \| LottoNL-Jumbo \| + 23 s \| \| 10e \| Sacha Modolo \| Italie \| UAE Team Emirates \| + 23 s \| |                     |                |                   |                  |
| |                     |                |                   |                  |
| Source : ProCyclingStats |                     |                |                   |                  |
| Classement général |                     |                |                   |                  |
| Coureur | Coureur             | Pays           | Équipe            | Temps            |
| 1er | Fernando Gaviria    | Colombie       | Quick-Step Floors | 14 h 45 min 16 s |
| 2e | André Greipel       | Allemagne      | Lotto-Soudal      | + 9 s            |
| 3e | Lukas Pöstlberger   | Autriche       | Bora-Hansgrohe    | + 13 s           |
| 4e | Bob Jungels         | Luxembourg     | Quick-Step Floors | + 13 s           |
| 5e | Kanstantsin Siutsou | Biélorussie    | Bahrain-Merida    | + 13 s           |
| 6e | Caleb Ewan          | Australie      | Orica-Scott       | + 17 s           |
| 7e | Roberto Ferrari     | Italie         | UAE Team Emirates | + 17 s           |
| 8e | Ryan Gibbons        | Afrique du Sud | Dimension Data    | + 23 s           |
| 9e | Enrico Battaglin    | Italie         | LottoNL-Jumbo     | + 23 s           |
| 10e | Sacha Modolo        | Italie         | UAE Team Emirates | + 23 s           |

### Classement du meilleur jeune
| Classement du meilleur jeune | Classement du meilleur jeune | Classement du meilleur jeune | Classement du meilleur jeune | Classement du meilleur jeune |
|                              | Coureur                      | Pays                         | Équipe                       | Temps                        |
| ---------------------------- | ---------------------------- | ---------------------------- | ---------------------------- | ---------------------------- |
| 1er                          | Fernando Gaviria             | Colombie                     | Quick-Step Floors            | en 14 h 45 min 16 s          |
| 2e                           | Lukas Pöstlberger            | Autriche                     | Bora-Hansgrohe               | + 13 s                       |
| 3e                           | Bob Jungels                  | Luxembourg                   | Quick-Step Floors            | + 13 s                       |
| 4e                           | Caleb Ewan                   | Australie                    | Orica-Scott                  | + 17 s                       |
| 5e                           | Ryan Gibbons                 | Afrique du Sud               | Dimension Data               | + 23 s                       |
| modifier                     |                              |                              |                              |                              |

### Classement aux points
| Classement par points | Classement par points | Classement par points | Classement par points         | Classement par points |
| Coureur               | Coureur               | Pays                  | Équipe                        | Points                |
| --------------------- | --------------------- | --------------------- | ----------------------------- | --------------------- |
| 1er                   | André Greipel         | Allemagne             | Lotto-Soudal                  | 81 pts                |
| 2e                    | Daniel Teklehaimanot  | Érythrée              | Dimension Data                | 74 pts                |
| 3e                    | Fernando Gaviria      | Colombie              | Quick-Step Floors             | 72 pts                |
| 4e                    | Kristian Sbaragli     | Italie                | Dimension Data                | 64 pts                |
| 5e                    | Eugert Zhupa          | Albanie               | Wilier Triestina-Selle Italia | 60 pts                |
| 6e                    | Lukas Pöstlberger     | Autriche              | Bora-Hansgrohe                | 51 pts                |
| 7e                    | Caleb Ewan            | Australie             | Orica-Scott                   | 50 pts                |
| 8e                    | Jasper Stuyven        | Belgique              | Trek-Segafredo                | 43 pts                |
| 9e                    | Giacomo Nizzolo       | Italie                | Trek-Segafredo                | 43 pts                |
| 10e                   | Roberto Ferrari       | Italie                | UAE Team Emirates             | 38 pts                |

### Classement du meilleur grimpeur
| Classement du meilleur grimpeur | Classement du meilleur grimpeur | Classement du meilleur grimpeur | Classement du meilleur grimpeur | Classement du meilleur grimpeur |
| ------------------------------- | ------------------------------- | ------------------------------- | ------------------------------- | ------------------------------- |
|                                 | Coureur                         | Pays                            | Équipe                          | Point(s)                        |
| 1er                             | Daniel Teklehaimanot            | Érythrée                        | Dimension Data                  | 20 points                       |
| 2e                              | Cesare Benedetti                | Italie                          | Bora-Hansgrohe                  | 9 pts                           |
| 3e                              | Omar Fraile                     | Espagne                         | Dimension Data                  | 8 pts                           |
| 4e                              | Simone Andreetta                | Italie                          | Bardiani CSF                    | 7 pts                           |
| 5e                              | Pierre Rolland                  | France                          | Cannondale-Drapac               | 6 pts                           |
| modifier                        |                                 |                                 |                                 |                                 |

### Classements par équipes

#### Classement au temps
| Classement par équipes | Classement par équipes | Classement par équipes | Classement par équipes |
| Équipe                 | Équipe                 | Pays                   | Temps                  |
| ---------------------- | ---------------------- | ---------------------- | ---------------------- |
| 1re                    | Quick-Step Floors      | Belgique               | 44 h 16 min 21 s       |
| 2e                     | Bora-Hansgrohe         | Allemagne              | + 23 s                 |
| 3e                     | Bahrain-Merida         | Bahreïn                | + 26 s                 |
| 4e                     | UAE Team Emirates      | Émirats arabes unis    | + 36 s                 |
| 5e                     | Team Sunweb            | Allemagne              | + 36 s                 |
| 6e                     | Sky                    | Royaume-Uni            | + 36 s                 |
| 7e                     | Movistar Team          | Espagne                | + 36 s                 |
| 8e                     | Cannondale-Drapac      | États-Unis             | + 36 s                 |
| 9e                     | BMC Racing Team        | États-Unis             | + 36 s                 |
| 10e                    | Lotto NL-Jumbo         | Pays-Bas               | + 1 min 02 s           |

#### Classement aux points
| Classement par équipes aux points | Classement par équipes aux points | Classement par équipes aux points | Classement par équipes aux points |
| Équipe                            | Équipe                            | Pays                              | Points                            |
| --------------------------------- | --------------------------------- | --------------------------------- | --------------------------------- |
| 1re                               | Dimension Data                    | Afrique du Sud                    | 103 pts                           |
| 2e                                | Bora-Hansgrohe                    | Allemagne                         | 102 pts                           |
| 3e                                | Quick-Step Floors                 | Belgique                          | 99 pts                            |
| 4e                                | Lotto-Soudal                      | Belgique                          | 81 pts                            |
| 5e                                | Trek-Segafredo                    | États-Unis                        | 80 pts                            |
| 6e                                | UAE Team Emirates                 | Émirats arabes unis               | 65 pts                            |
| 7e                                | Orica-Scott                       | Australie                         | 50 pts                            |
| 8e                                | Wilier Triestina-Selle Italia     | Italie                            | 32 pts                            |
| 9e                                | Gazprom-RusVelo                   | Russie                            | 19 pts                            |
| 10e                               | Bahrain-Merida                    | Bahreïn                           | 15 pts                            |